# Витез
Витез је у прошлости (пре свега у средњем веку) био ратник који је следио племића или племић који је следио краља. Данас се, у неким земљама, титулу витеза додељује монарх. У Великој Британији и неким другим земљама Комонвелта витезови се ословљавају са сер. Витештво потиче од грчких hippeis и hoplite (ἱππεῖς) и римских коњица и центуриона класичне антике.
У раном средњем веку у Европи, витештво је додељивано ратницима на коњу. Током високог средњег века, витештво се сматрало класом нижег племства. До касног средњег века, чин је постао повезан са идеалима витештва, кодексом понашања савршеног дворског хришћанског ратника. Често је витез био вазал који је служио као елитни борац или телохранитељ лорда, уз плаћање у виду земљишних поседа. Господари су имали поверење у витезове, који су били вешти у борби на коњима. Витештво у средњем веку било је уско повезано са коњаништвом (а посебно надметањем) од свог настанка у 12. веку до коначног процвата као мода међу високим племством у Војводству Бургундије у 15. веку. Ова веза се огледа у етимологији витештва, кавалира и сродних термина. У том смислу, посебан престиж који се придаје коњаницима у хришћанском свету налази паралелу у фурусији у исламском свету. Крсташки ратови су довели различите војне витешке редове у први план одбране хришћанских ходочасника који путују у Свету земљу.
У касном средњем веку, нове методе ратовања почеле су да класичне витезове у оклопу чине застарелим, али су титуле остале у многим земљама. Свети римски цар Максимилијан I се често помиње као „последњи витез“ у том погледу. Идеали витештва су популаризовани у средњовековној књижевности, посебно у књижевним циклусима познатим као Материја Француске, који се односе на легендарне пратиоце Карла Великог и његове војнике, паладине, и Материја Британије, који се односе на легенду о Краљу Артуру и његовим витезовима округлог стола.
Данас, одређени број витешких редова и даље постоји у хришћанским црквама, као и у неколико историјски хришћанских земаља и њихових бивших територија, као што су римокатолички Суверени малтешки ред, шпански Ред Сантијага, протестантски Ред Светог Јована, као и енглески Ред подвезице, шведски Краљевски ред Серафима и ред Светог Олава. Постоје и династички редови попут Реда златног руна, Реда Британске империје и Реда Светог Ђорђа. У модерним временима ово су ордени који су усредсређени на доброчинство и грађанску службу, и више нису војни редови. Сваки од ових редова има своје критеријуме за подобност, али витештво генерално додељује шеф државе, монарх или прелат одабраним особама да би признали неко заслужно достигнуће, као у британском систему почасти, често за служење Цркви или земљи. Савремени женски еквивалент у енглеском језику је Дама. Витешко звање и звање се традиционално сматра једним од најпрестижнијих награда које људи могу добити.

## Корени
Појам витез се први пут јавља у старом Риму (лат. equites). Витез је најчешће описиван као слуга Круне и Бога, мада је такође веома често и богати млади племић.
Фигура витеза из Персије је довела до теорије по којој су средњовековни витезови апсорбовали многе традиције које су до њих дошле из Персијско-византијских ратова.
У средњем веку, термин витез се односио на опремљеног наоружаног војника. Изворно, витезови су били ратници на коњима, али се титула касније почиње везивати за племство и социјални статус, понајвише због цене опреме за коњаника. Сама француска реч шевалије и немачка реч ритер за витеза вуче корене од старофранцуске и старонемачке речи за коњаника. У чешком језику реч vítěz означава победника док за витеза користе немачку позајмицу.
На почетку коњаници нису били толико важни у рату, јер су пешаци били најважнији у свим северноевропским армијама. Током времена коњица је добијала све већи значај у војној тактици европских армија. Један од разлога је био тај што су пешаци у борби у знатно неповољнијем положају у односу на коњицу.

## Витезови у феудалном систему
Витезови и витештво су блиско повезани са феудалним системом. На територији данашње Француске, постојала је друштвена организација у којој су ратници били посебна социјална група која је уместо у новцу, кога никад није било довољно, били плаћани у земљи. Проширењем тих имања настајала су феудална доба. За витезове су радили кметови-зависни сељаци који су производили храну. Краљ је могао да скупи витезове због неког војног похода или одбране земље.
После неког времена краљеви су желели да поседују стајаћу војску која би им била стално на располагању и коју би могли користити у дуготрајним походима. Та војска би била и професионална, а самим тим и лојалнија владару.

## Ратна опрема
По правилу, витез је био ратник вишег или нижег племства, коњаника, који је поред коња поседовао и ратну опрему. Опрема витеза састојала се из офанзивног оружја тј оружја за напад копља, мача, буздована, лука и стреле и дефанзивног тј одбрамбеног оружја оклопа, шлема, штита. 
Док су мач, копље и лук у суштини по свим Европским земљама били исти, дефанзивно оружје је варирало. Тако рецимо један од првих оклопа који се појавио са Истока и ушао у употребу још у доба Келта јесте верижни панцир или брњија.
Пракса код неких витешких редова лојалних Католичкој цркви била је да витез преко верижне кошуље ставља тунику са грбом, као што је бела туника са црвеним крстом за крсташе или бела туника са црним крстом за тевтонце. Такође су Енглеска и Француска властела носили тунике са грбовима. Пракса ношења туника са грбовима је била везана за Католички оријентисану сферу ратника. Касније се развијају прво крљушт оклоп, а потом и пуни оклоп који је своју прву примену нашао крајем 14. века. Витезови су такође носили авaнеле, верижне капуљаче које су биле причвршћене за шлем и опуштено висиле преко рамена штитећи врат. Потпуно оклопљен витез од главе до пете у оклопу настаје у 15. и 16. веку. У састав ратне опреме витеза улазио је 1.заштита за главу и врат оклоп за главу-шлем- у почетку отворени конусни, германски шлем са штитником за нос, потом од 13. века велики затворени котласти шлем, а потом од средине 14. века (1350—1450.) басцинет са визиром- и штитник за врат горжет, 2.грудни оклоп кирас, бедрени штитник куис, 3.заштита за руке у виду оклопа за руке манифер, челичну рукавицу гаунтлет, штитник за лакат кутер, оклоп за раме полдрон 4.заштита за ноге оклоп за ноге тј челичну ципелу сабатон, штиник за колена пулен, штитник за потколеницу звану грев. Посебна опрема чинила је оклоп за коња бард чији се део за главу звао шафрон.

## Правила
Витез је морао да се придржава стриктним правилима понашања. Идеали витезова су били витешке врлине; код по коме су били под заклетвом, мада је то чешће део романтичне легенде него што је то било у стварности. Ти кодекси понашања су били пропагирани од стране цркве, која је промовисала идеале доброчинства је покушавала да витезове претвори у ратнике за хришћанство.

## Промене
Промене у војној тактици, као што је коришћење дугих пешадијских копаља у густом строју, у чему су предњаличи Шкоти и Швајцарци, умањиле су значај витеза. Прави крај витези су доживели коришћењем барута и ватреног оружја.

## Почасти: савремена примена
Титула витез се још увек користи у:
- Уједињеном Краљевству и неким земљама Комонвелта
- У неким европским земљама, као што је Холандија. На холандском витез се каже ridder, титула је нпр.
- Малезија
- Тајланд

## Галерија
- Оклоп витезова у музеју Ермитаж, оклоп представља Западноевропског витеза из 15. века
- Витез на коњу
- Витез на коњу
- Немачки дубоки котласти витешки шлем
- Руски шлем
- Турски шлем
- Англо Саксонски шлем
- Басцинет
- Витез у ратној опреми
- Илустрације витезова